# John Jackson (Fußballspieler, 1905)
John Jackson (* 29. November 1905 in Glasgow; † 10. Juni 1965 in Halifax) war ein schottischer Fußballtorhüter und Golfer.

## Karriere
Der in Glasgow geborene Jackson spielte in seiner Geburtsstadt bei Partick Thistle. Für den Verein war er zwischen 1926 und 1933 in der Scottish Division One aktiv. Im Jahr 1930 unterlag er mit seiner Mannschaft im schottischen Pokalfinale gegen die Glasgow Rangers. Im Juni 1933 wechselte er zum englischen Erstligisten FC Chelsea. Sein Debüt gab er am 26. August 1933 gegen Stoke City. Für die Londoner absolvierte er bis 1939 insgesamt 49 Ligaspiele. 
Nach seiner Karriere als Fußballspieler wurde Jackson professioneller Golfspieler.

### Nationalmannschaft
John Jackson debütierte am 16. Mai 1931 in der schottischen Nationalmannschaft im Länderspiel gegen Österreich im Stadion Hohe Warte in Wien. Gegen das Österreichische Wunderteam verloren die Schotten glatt mit 0:5. Im gleichen Jahr kam Jackson in zwei weiteren Länderspielen zum Einsatz darunter gegen Italien und die Schweiz. Mit Schottland nahm der Torhüter viermal an der British Home Championship teil und gewann diese 1935 und 1936.

## Erfolge
mit Schottland:
- British Home Championship (2): 1935, 1936